# Crematogaster donisthorpei
Crematogaster donisthorpei är en myrart som beskrevs av Santschi 1934. Crematogaster donisthorpei ingår i släktet Crematogaster och familjen myror. Inga underarter finns listade i Catalogue of Life.

## Bildgalleri

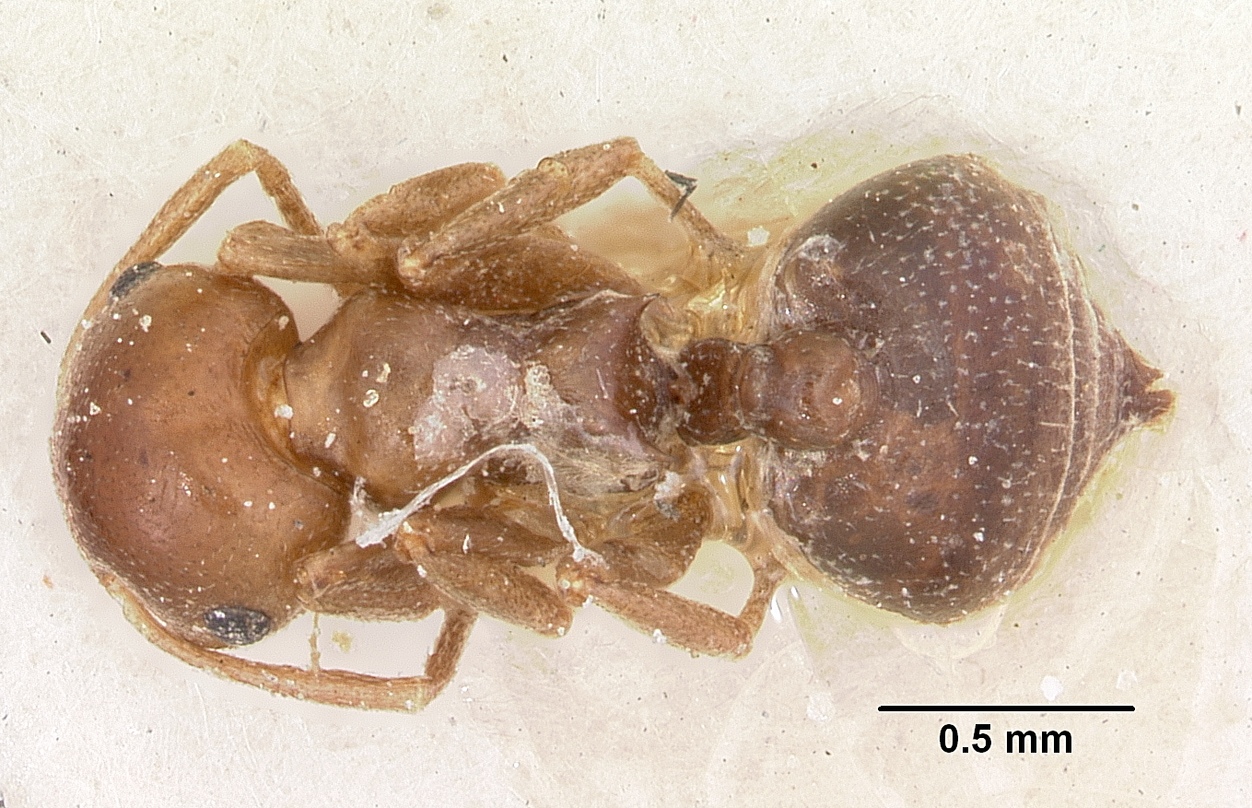
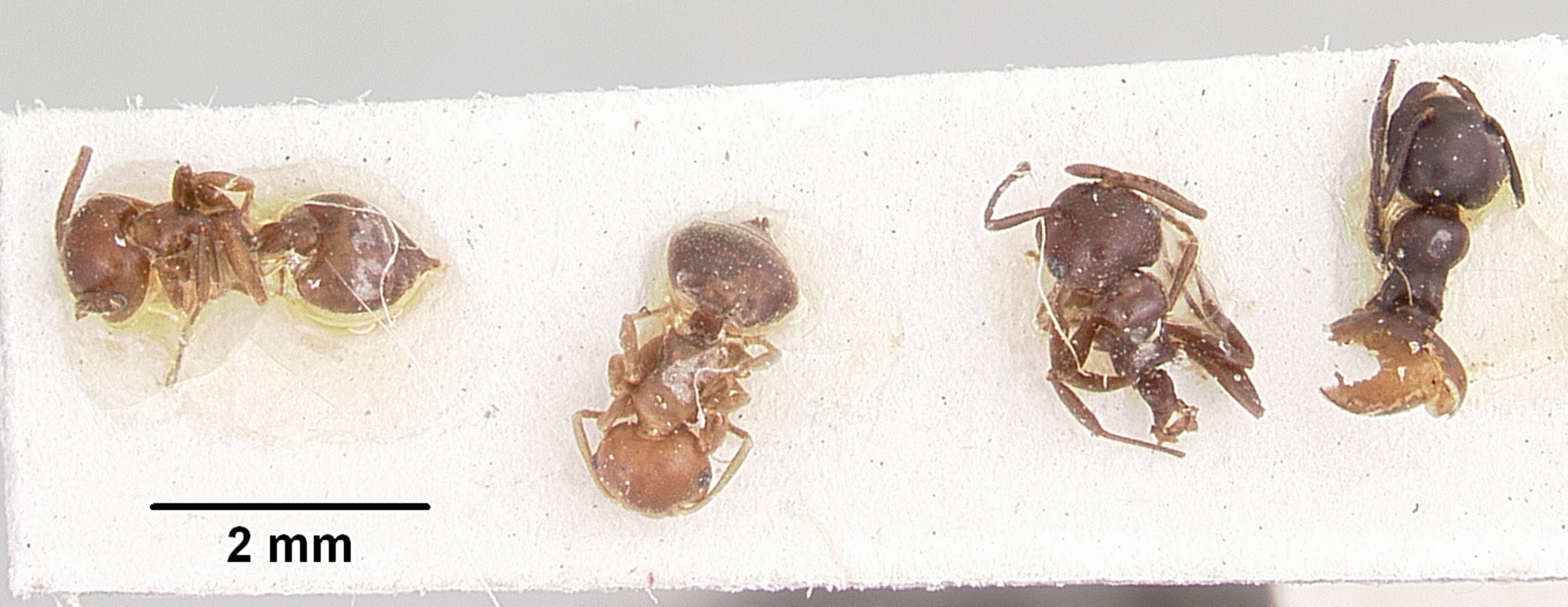
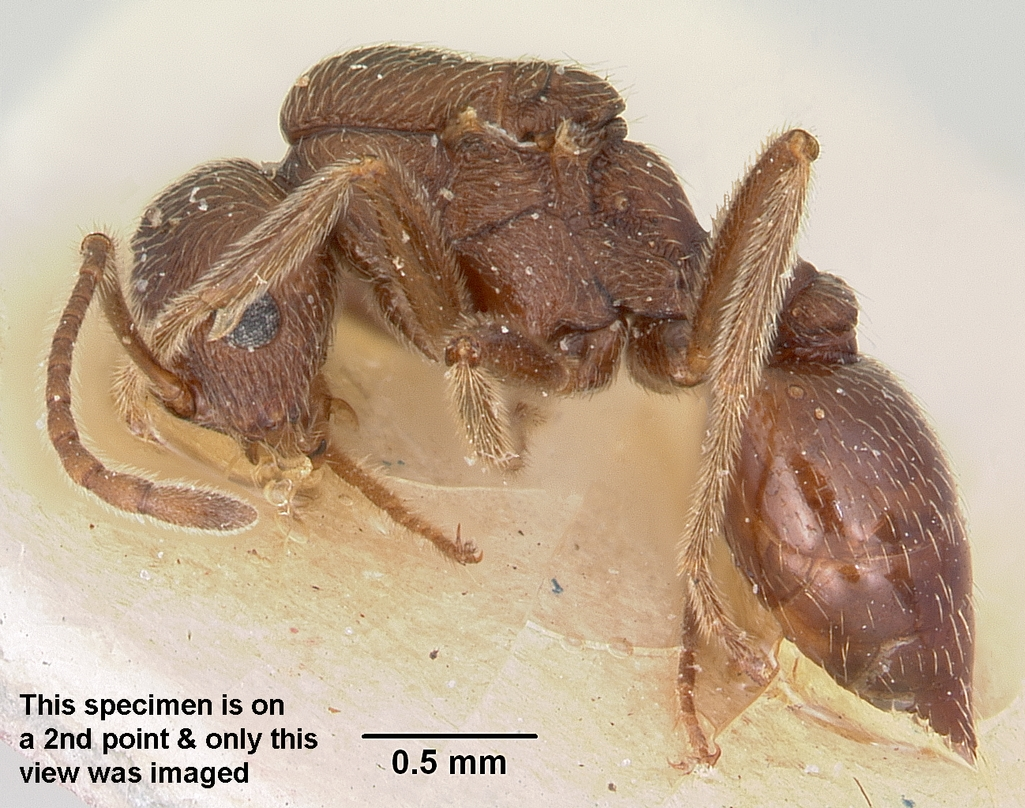
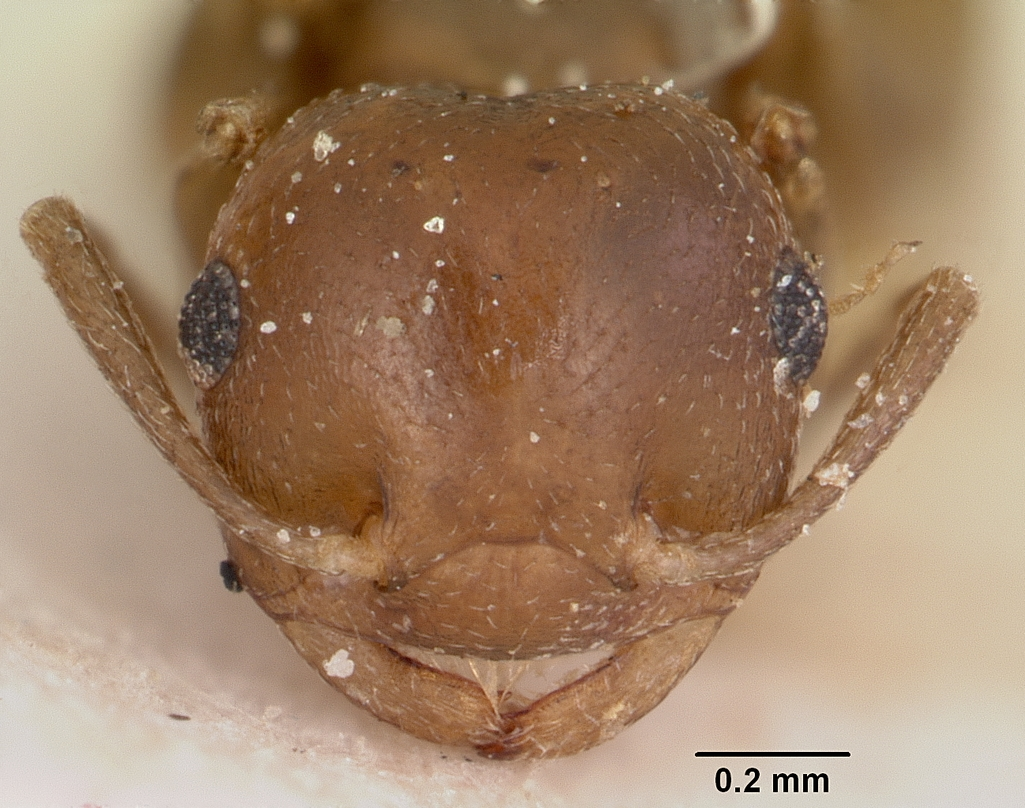
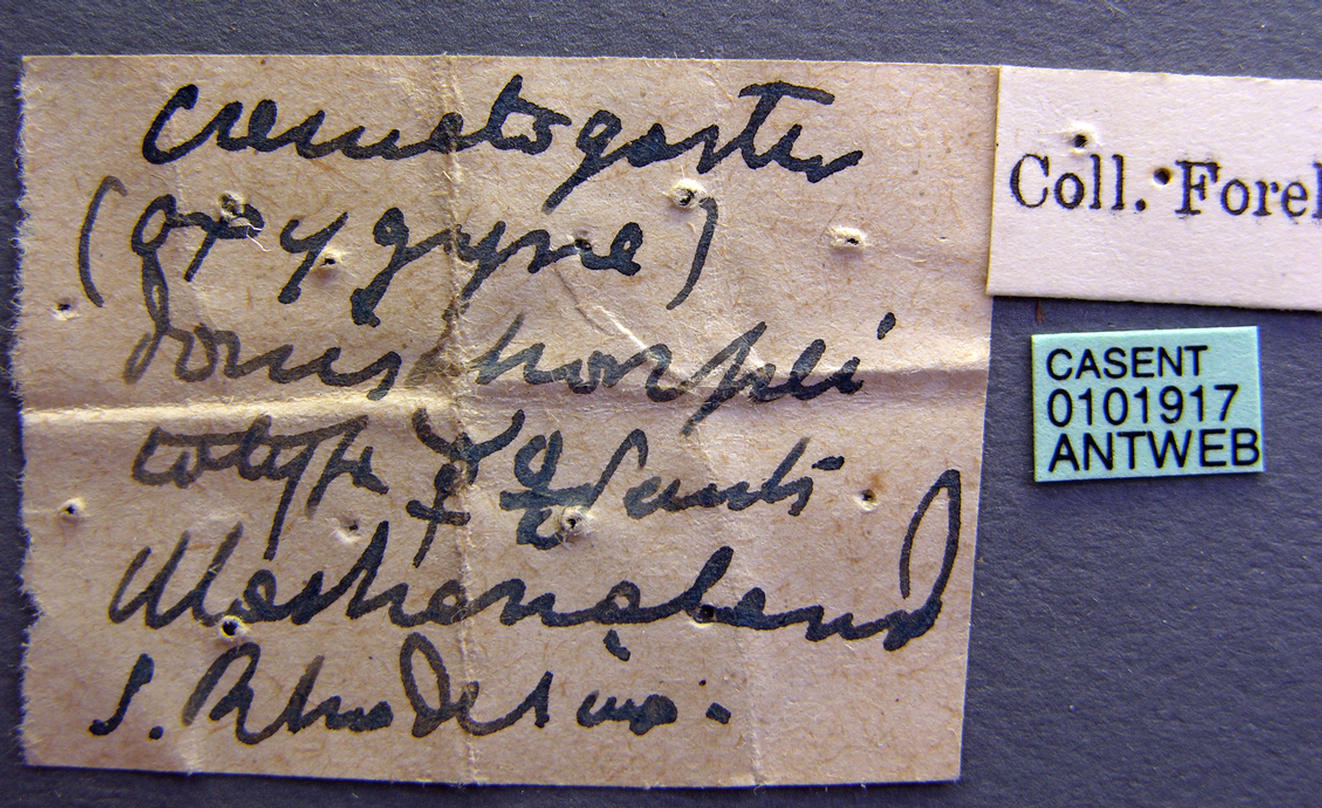
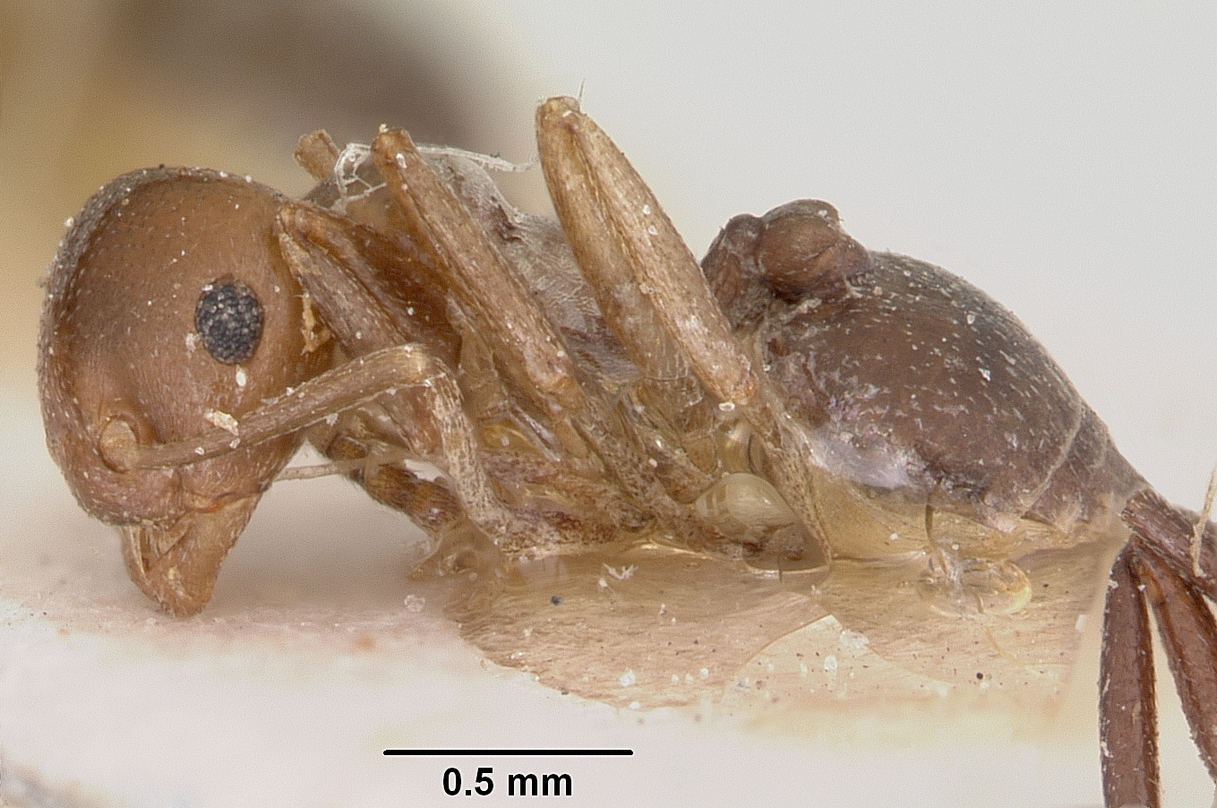